# 平山相太

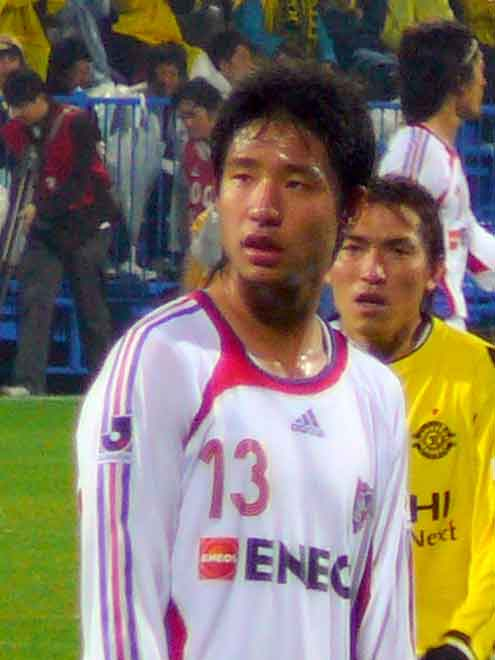
平山相太

平山 相太（ひらやま そうた、1985年〈昭和60年〉6月6日 - ）は、福岡県出身の元プロサッカー選手。現役時代のポジションはフォワード。北九州市立田原中学校卒業、長崎県立国見高等学校卒業、筑波大学体育専門学群中退、仙台大学体育学部卒業、筑波大学大学院修了。仙台大学監督教員。元日本代表。

## 来歴

### 高校時代まで
小学校2年（8歳）からサッカーを始め、抜きん出た体格と素質を示した。
中学2年時には地元福岡の東福岡高校のセレクションにも参加したが、九州トレセンで国見高校監督を務める小嶺忠敏の指導に好印象を持ったこととなどから、3学期から長崎県の国見中学校へ転校し、2001年に国見高校へと進学。小嶺からは「（かつて国見のエースだった）船越優蔵よりも上」と評価されて 1年時から主力に食い込むと、同年9月には自らの決勝点で高円宮杯を制し、2年時の第82回天皇杯では、1回戦の山形中央高校戦でハットトリックを記録。2回戦で国士舘大学を破り高校チームながら3回戦でJリーグ王者の磐田と対戦した。
2003年11月にはワールドユース・UAE大会のU-20日本代表に1年代下から抜擢される。控えFWの立場であったが、坂田大輔以外のレギュラーFW陣にノーゴールが続く中、1次リーグ最終戦・エジプト戦では決勝トーナメント進出を決める貴重な決勝点を挙げ、ポストプレイヤーとしても空中戦をほぼすべて競り勝っていた活躍が認められ、ブラジルとの準々決勝ではスタメンとして起用される。敗れたものの、この試合唯一の得点も決めた。12月から翌年1月に行われた第82回全国高校サッカー選手権では大会前から注目を集め、長崎県代表・国見高の中心選手として得点を量産。大会史上初となる2年連続得点王を引っさげ、アテネオリンピックアジア最終予選の日本代表に高校生として唯一選出された。

### 大学時代
高校卒業を前に、Jリーグだけでなくヨーロッパのクラブからもオファーが来ていたが、恩師小嶺のアドバイスもあり、全てのオファーを断って2004年4月からの筑波大学への進学を決断。この選択は、プロスポーツやサッカー界を取り巻く環境面についての議論を呼んだ。
2004年4月17日の大学リーグデビュー戦（関東大学リーグ1部・対流通経済大学戦）は3800人の観衆が集まるなど注目を集め、駒沢オリンピック公園総合運動場陸上競技場にマスコミが多数集まりスポーツニュースなどで報道された。なお、大学時代のチームメイトには2学年上にMF藤本淳吾、3学年上にFW鈴木達也、MF兵働昭弘らがおり、木山隆之の指導を受けている。同年のリーグ戦最終節では2得点1アシストを挙げ、優勝に貢献。
U-23日本代表としては、同年2月8日の国際親善試合・イラン戦で初先発し初得点を挙げると、3月のアジア最終予選にもレギュラーとして出場。しかしこの後、U-19日本代表としての活動も重なったことによってオーバートレーニング症候群の一歩手前に陥り、Jリーグクラブへの特別指定選手登録も回避されることになった。U-19代表のトゥーロン国際大会後に症状は回復したがU-23代表では予選で控えだった高松大樹にレギュラーを奪われた。オーバーエイジで参加予定だった高原直泰の離脱もあり、8月にはサッカー競技としては史上最年少の19歳2ヶ月でアテネオリンピックに出場したものの出場機会を得たのはグループステージ初戦・パラグアイ戦の終盤16分間のみで、チームも1勝2敗で決勝トーナメント進出はならなかった。
2005年は、山本が監督に就いたジュビロ磐田の練習に参加していたが、U-20日本代表の活動を優先し特別指定は見送った。同年6月には、自身2度目のワールドユースに主力メンバーとして 出場し、チームの成績は振るわなかったものの開催国のオランダ戦で1得点を挙げる。この大会終了後の同年7月、オランダリーグ・フェイエノールトの練習生として短期留学。翌8月にこのシーズンから1部入りしたヘラクレス・アルメロに3年契約で入団することが決まり、筑波大を休学することになった。この時期の心境について後年に「2度目のワールドユースに出場し、2003年のワールドユースの時の自分から何も変わっていない、成長していない。厳しい環境に身を置きたいと強く思った」と述べている。

### ヘラクレス・アルメロ
2005年8月20日、オランダでのデビュー戦となった対デン・ハーグ戦は後半途中から投入。出場から2分後、味方のフリーキックからヘディングで押し込みプロ初ゴールを挙げると、さらにコーナーキックの折り返しを再び頭で合わせ、デビュー戦2得点でチームを逆転勝利に導いた。同年11月20日の対RBC戦ではリフティングからの技巧的なボレーシュートを決め、現地のサッカー番組の中でベストゴールにノミネートされた。2005-06シーズンは途中出場も多い中、チーム最多の8得点を挙げた。
2006年1月27日、FIFAが選出する「ベスト・ヤング・プレーヤー・オブ・ワールドカップ2006」にノミネート。4月30日には、サッカーに専念するため、休学中であった筑波大を自主退学。プロサッカー選手としての活動に専念することとなった。しかし、2006-07シーズン、平山を気にかけていたピーター・ボスに代わって新たに監督に就いたルート・ブロート (en) からは信頼を得られず、欧州の移籍期限終了後の9月5日、所属していたヘラクレスを退団。オランダのDFに競り勝つための身体作りと慣れない海外生活から、心身ともに疲弊した状態で日本に帰国した。ホームシックのために帰国したともされているが、これは本人が構想外になったことを公言するのを嫌がってのことであった。

### FC東京
日本に帰国後にはJリーグの複数チームから獲得の打診があり、「学業の両立」が可能で、かつ、「すぐ試合に出られるチーム」を条件に絞り込み、9月10日にFC東京への加入が決定。しかし、ヘラクレス側は平山のこの行動を不服とし、「説明が無い限り（公式戦出場に必要な）国際移籍証明書を発行しない」という声明を発表したが、期限前に証明書は発行され無事に2006年のJリーグ公式戦に出場できる運びとなった。国際移籍証明書がなかなか発行されなかったために日本サッカー協会が選手登録の締切り期限を1日延長した。
2006年、9月30日の対新潟戦でJリーグデビュー（先発出場）した。10月7日の対名古屋戦でJリーグ初得点後、スポンサーの看板（三井住友海上）を蹴り壊してしまい、クラブに損害請求される。10月25日、U-21日本代表に招集され出場した対U-21中国代表との親善試合では、相手GKと交錯したボールを手で押し込んでゴールを奪い、中国の監督は試合後「マラドーナスタイルにやられてしまった（马拉多纳风格做了。）」とコメントした。
2007年は北京五輪アジア二次予選で5試合 で5得点を挙げるなどU-22代表で活躍。しかし最終予選ではU-20代表組の選手たちが合流すると、復調の兆しが見えない平山は重用されなくなった。
Jリーグでは、出場機会のほとんどが試合終盤からの投入だったものの、9月15日のJ1第25節横浜FC戦で、後半40分からの出場ながらフィールド中央からドリブルでの5人抜きゴールを決めるなど、能力の片鱗を示した。FC東京監督の原博実は「ボールの落下地点に早く入ることとか、正確に狙ったところへボールを落とすなどヘディングの技術を磨く必要がある」と、長身ではあるがヘディングに課題があると評していた。
2008年からFC東京の監督に城福浩が就任。開幕戦ではスタメンで起用されたが、赤嶺真吾の台頭もあり、その後はサブとしてゲーム後半からの途中出場が多くを占めた。長年期待されてきた北京五輪代表候補にも、2月のアメリカ遠征に招集された位で、本大会の前哨戦として捉えられていた5月のトゥーロン国際大会などには招集されなくなっていたが、ナビスコカップの東京ダービーでハットトリックを決め、最後の滑り込み招集に望みを託す。しかし、五輪代表の最終メンバーには招集されず、オリンピック2大会連続出場は叶わなかった。
2009年5月、城福からの「試合に出られそうなときとそうでないときで練習でのプレーにムラがある。サッカー選手は選手寿命が短いのだから時間の使い方がもったいないのではないか」との指摘や、NHKの番組 にてプロ野球選手・小笠原道大（当時読売ジャイアンツ所属）の練習姿勢に感銘を受けた事などが重なり、「プロとしての自覚が足りないことに気付き、極限の努力をするべき」だと意識改革を試みる。以降は出場停止となった2試合を除き全試合にスタメン出場。6月20日のJ1第14節柏戦では身体の強さを活かし、チェックに来たDF小林祐三を吹き飛ばしてゴールを決めた。以降、ゴール量産こそならなかったが、体躯を活かしたプレーで貢献。このシーズン、15得点の活躍を見せた石川直宏からは「前に起点ができるおかげで、ぼくらが前に行ける。FWだからゴールに近い位置でプレーしたいはずなのに（ポスト役をこなしてくれる）」と平山のポストプレーなどを高く評価した。また、この頃から梶山陽平が「守備では本当に助かっている」と話すなど、運動量と守備意識に改善を見せている。城福からは「バイタルエリアからでも難しいパスを出すことができるが、シンプルなパスを出すところとの判断が甘い」と課題を挙げられている。11月3日のナビスコカップ決勝・川崎戦では後半にヘディングでゴールを決め、自身プロ入り後の初タイトル獲得に大きく貢献した。
2010年1月6日開催のアジアカップ最終予選・イエメン戦（サナア）は、既に日本の本大会出場が決まっていたこと及び年明け早々の厳しい日程だったことからA代表歴の少ない若手選手中心に招集が行われ、平山も初招集された。同試合に途中出場して国際Aマッチ初出場及び代表デビュー戦でのハットトリックを達成し、チームを逆転勝利に導いた。デビュー戦でのハットトリックは日本では史上2人目、途中出場では初となる快挙だった。翌2月のキリンチャレンジカップにもイエメン戦で初選出された選手の中では唯一招集され、監督の岡田武史から「期待以上。ゴール前で迫力がある」と絶賛される プレーを見せたが、同月開催の東アジア選手権では無得点に終わり、同年開催のワールドカップの代表候補から外れた。
Jリーグでも得点を狙う動きが増え、開幕戦では決勝点を決めたが、それ以後が続かず、5月1日のJ1第9節広島戦では「チームとして点が取れない中での変化が欲しかった（城福）」 という理由で、コンディション不良でないにもかかわらず前半中に交代を命じられた。8月4日に開催されたスルガ銀行チャンピオンシップでは1ゴール1アシストの活躍を見せ、タイトル獲得に貢献。対戦相手であるLDUキト監督のバウサは「（平山の）身長の高さに手こずった、彼がいると自分たちのコントロールが効かなくなり悩まされた」と評価した。また、同試合のPK戦では真っ先に辞退を申し出ており PK戦への苦手意識を見せている。10月23日のJ1第27節・新潟戦でも自らが倒されて得たPKを梶山に譲った。大熊清が監督に就任した第24節以降は、中心選手として スターティングメンバーに固定され、前線からの守備やポストプレーによる 攻撃の起点として 貢献するもチームはJ2降格を喫した。また、この年はワールドカップ招致アンバサダーも務めた。
2011年は、前年終盤に活躍の兆しが見えたこともありリーグ戦序盤を勝ち切るためのキーマンとして構想されていたが、4月10日の練習試合中に脛骨・腓骨を骨折。自身初の負傷による長期離脱を経験した。2012年シーズン序盤にかけて復帰したものの、5月に腓骨・短腓骨筋を挫傷し、再離脱。
コンディションを取り戻して以降も、2012年から監督に就任したランコ・ポポヴィッチは、平山にはブランクがあるとして 控えに置いていた が、練習試合で得点を量産するなど 気を吐き、2013年4月3日のナビスコカップ・名古屋戦で760日ぶりに公式戦先発出場。この年、FWには渡邉千真がレギュラーに入り好調を保っていたが、平山は攻撃の起爆剤としての役割をこなし、J1第23節鳥栖戦でJ1での3年ぶりの得点を挙げた。この後も限られた出場時間の中、好ペースで得点を重ねた。
2014年はエドゥーとのポジション争いを続ける中 好調を維持し、相手を背負うボールキープと相手の背後を突く動きの両方を巧みにこなしていたが、J1第21節浦和戦で相手選手からの危険な タックルによって 右足首内果を骨折した。同年監督に就任したマッシモ・フィッカデンティは、同年のベストゲームを問われた際にこの試合の平山が負傷するまでの30分間と答えており、平山不在はチームにとって大きな痛手となった。
2015年、自ら志願して 背番号を9に変更。リーグ戦開幕前に昨年固定していた髄内釘を除去。この影響で更に復帰に時間を要し、同年は2試合出場に留まった。リハビリ中には「予備動作が凄い」とアリツ・アドゥリスのプレー映像を繰り返し見ていたという。
2016年は、完調では無い中でも 強行出場し 4月24日の1st第8節甲府戦では1年8か月ぶりの先発出場。ここぞの場面で決める決定力を発揮して 出場時間当たりの得点率においてリーグ最高値を記録した。

### ベガルタ仙台
2017年、ベガルタ仙台へ完全移籍。日本国内での移籍はキャリア史上初となった。長身を活かしたヘディングシュートやポストプレー、またFC東京時代からのチームメイトで同年から仙台に完全移籍した三田啓貴との連携を期待され、開幕節はスタメンこそ逃したもののベンチ入りを果たす。この試合では終盤に交代出場する予定だったが、交代用紙を提出した直後にチームが先制したため取りやめとなり、出場機会がなかった。その翌日の練習試合で左足首を負傷し離脱、11月までチームの練習に合流できず、シーズンを棒に振った。またプロ入り後初めて公式戦の出場がないシーズンとなった。
一旦は2018年シーズンに向けての契約更新が発表されていた が、開幕直前の2018年1月26日になりクラブから現役引退が発表された。度重なるケガのためだとしている。
その後、仙台大学に入学。また、サッカー解説者としても活動。
2018年3月3日、味の素スタジアムでのJ1第2節・FC東京対ベガルタ仙台の試合でDAZNの解説を担当。試合終了後、引退セレモニーが開かれ、両チームのファン・サポーターに感謝の意を述べた。

### 現役引退後
2018年は仙台大学サッカー部セカンドチームの監督を務め、2019年からトップチームのコーチに就任、2020年は東北社会人サッカーリーグ2部南に所属する同サッカー部の社会人登録チーム「FC La Universidad de Sendai」の監督として登録された。
仙台大学卒業後は筑波大学大学院に進学し、2022年は筑波大学蹴球部コーチに就任した。
2024年1月1日、仙台大学サッカー部監督に就任が発表された。4月からは教員としても活動する
。

## 所属クラブ
ユース経歴
- 1993年 - 1995年 小倉東サッカースポーツ少年団 (田原小学校[4])
- 1995年 - 1997年 ながながサッカークラブ (田原小学校)
- 1998年 - 2000年 田原中学校[4]
- 2000年 国見中学校
- 2001年 - 2003年 国見高校
- 2004年 - 2005年 筑波大学蹴球部

プロ経歴
- 2005年 - 2006年9月  ヘラクレス・アルメロ
- 2006年9月 - 2016年  FC東京
- 2017年  ベガルタ仙台

## 個人成績
| 国内大会個人成績 | 国内大会個人成績 | 国内大会個人成績 | 国内大会個人成績 | 国内大会個人成績 | 国内大会個人成績 | 国内大会個人成績 | 国内大会個人成績 | 国内大会個人成績 | 国内大会個人成績 | 国内大会個人成績 | 国内大会個人成績 |
| 年度             | クラブ           | 背番号           | リーグ           | リーグ戦         | リーグ戦         | リーグ杯         | リーグ杯         | オープン杯       | オープン杯       | 期間通算         | 期間通算         |
| 年度             | クラブ           | 背番号           | リーグ           | 出場             | 得点             | 出場             | 得点             | 出場             | 得点             | 出場             | 得点             |
| 日本             | 日本             | 日本             | 日本             | リーグ戦         | リーグ戦         | リーグ杯         | リーグ杯         | 天皇杯           | 天皇杯           | 期間通算         | 期間通算         |
| ---------------- | ---------------- | ---------------- | ---------------- | ---------------- | ---------------- | ---------------- | ---------------- | ---------------- | ---------------- | ---------------- | ---------------- |
| 2001             | 国見高           | 14               | -                | -                | -                | -                | -                | 2                | 1                | 2                | 1                |
| 2002             | 国見高           | 14               | -                | -                | -                | -                | -                | 3                | 3                | 3                | 3                |
| オランダ         | オランダ         | オランダ         | オランダ         | リーグ戦         | リーグ戦         | リーグ杯         | リーグ杯         | KNVBカップ       | KNVBカップ       | 期間通算         | 期間通算         |
| 2005-06 (en)     | ヘラクレス       | 17               | エールディヴィジ | 31               | 8                | -                | -                | -                | -                | 31               | 8                |
| 2006-07 (en)     | ヘラクレス       | 9                | エールディヴィジ | 1                | 0                | -                | -                | -                | -                | 1                | 0                |
| 日本             | 日本             | 日本             | 日本             | リーグ戦         | リーグ戦         | リーグ杯         | リーグ杯         | 天皇杯           | 天皇杯           | 期間通算         | 期間通算         |
| 2006             | FC東京           | 39               | J1               | 7                | 2                | -                | -                | 0                | 0                | 7                | 2                |
| 2007             | FC東京           | 13               | J1               | 20               | 5                | 2                | 0                | 3                | 2                | 25               | 7                |
| 2008             | FC東京           | 13               | J1               | 24               | 2                | 8                | 4                | 3                | 2                | 35               | 8                |
| 2009             | FC東京           | 13               | J1               | 26               | 4                | 9                | 4                | 3                | 1                | 38               | 9                |
| 2010             | FC東京           | 13               | J1               | 30               | 7                | 6                | 1                | 4                | 4                | 40               | 12               |
| 2011             | FC東京           | 13               | J2               | 1                | 0                | -                | -                | 0                | 0                | 1                | 0                |
| 2012             | FC東京           | 13               | J1               | 4                | 0                | 1                | 0                | 0                | 0                | 5                | 0                |
| 2013             | FC東京           | 13               | J1               | 21               | 5                | 3                | 0                | 3                | 1                | 27               | 6                |
| 2014             | FC東京           | 13               | J1               | 19               | 3                | 6                | 1                | 2                | 2                | 27               | 6                |
| 2015             | FC東京           | 9                | J1               | 2                | 0                | 0                | 0                | 0                | 0                | 2                | 0                |
| 2016             | FC東京           | 9                | J1               | 15               | 5                | 2                | 0                | 2                | 1                | 19               | 6                |
| 2017             | 仙台             | 9                | J1               | 0                | 0                | 0                | 0                | 0                | 0                | 0                | 0                |
| 通算             | 日本             | 日本             | J1               | 168              | 33               | 37               | 10               | 20               | 13               | 225              | 56               |
| 通算             | 日本             | 日本             | J2               | 1                | 0                | -                | -                | 0                | 0                | 1                | 0                |
| 通算             | 日本             | 日本             | 他               | -                | -                | -                | -                | 5                | 4                | 5                | 4                |
| 通算             | オランダ         | オランダ         | エールディヴィジ | 32               | 8                | -                | -                | -                | -                | 32               | 8                |
| 総通算           | 総通算           | 総通算           | 総通算           | 201              | 41               | 37               | 10               | 25               | 17               | 263              | 68               |

| 国際大会個人成績 | 国際大会個人成績 | 国際大会個人成績 | 国際大会個人成績 | 国際大会個人成績 |
| 年度             | クラブ           | 背番号           | 出場             | 得点             |
| AFC              | AFC              | AFC              | ACL              | ACL              |
| ---------------- | ---------------- | ---------------- | ---------------- | ---------------- |
| 2012             | FC東京           | 13               | 1                | 0                |
| 2016             | FC東京           | 9                | 2                | 0                |
| 通算             | AFC              | AFC              | 3                | 0                |

その他の公式戦
- 2006年
  - UEFAインタートトカッププレーオフ 2試合0得点
- 2010年
  - スルガ銀行チャンピオンシップ2010 1試合1得点

出場歴
- 2005年08月20日：エールディヴィジ初出場/初得点 - vs ADOデン・ハーグ (ザウダーパルク)
- 2006年09月30日：Jリーグ初出場 - J1第25節 vs アルビレックス新潟 (味スタ )
- 2006年10月07日：Jリーグ初得点 - J1第26節 vs 名古屋グランパス (瑞穂陸)
- 2010年10月16日：J1・100試合出場 - 第26節 vsベガルタ仙台 (ユアスタ)

ハットトリック
- 2002年12月01日：第82回天皇杯全日本サッカー選手権大会1回戦 vs 山形中央高校 (長崎)
- 2003年10月23日：AFCユース選手権2004 (予選) vs マカオ代表 (仙台) ※5得点
- 2008年06月08日：ナビスコカップ予選リーグ第6節 vs 東京ヴェルディ (国立)[31]
- 2010年01月06日：アジアカップ最終予選 vs イエメン代表 (アリムフシン)

## タイトル
長崎県立国見高校
- 全国高等学校サッカー選手権大会 (2001年、2003年)
- 高円宮杯全日本ユース(U-18)サッカー選手権大会 (2001年、2002年)
- 国際ユースサッカーin新潟 (2002年)
- 全国高等学校総合体育大会サッカー競技大会 (2003年)

筑波大学
- 関東大学サッカーリーグ戦 (2004年)

FC東京
- Jリーグカップ (2009年)
- スルガ銀行チャンピオンシップ (2010年)
- J2リーグ (2011年)
- 天皇杯全日本サッカー選手権大会 (2011年)

### 個人
- 全国高校サッカー選手権大会 得点王 (2002年、2003年)

## 代表歴
- 2010年01月06日：国際Aマッチ初出場 - アジアカップ最終予選 vs イエメン代表 (アリムフシン)

### 出場大会など
- U-18日本代表
  - 2002年 AFCユース選手権一次予選 (6得点)
  - 2003年 テルボルグ国際ユース大会、AFCユース選手権予選 (2試合5得点)
- U-19日本代表
  - 2002年 AFCユース選手権2002 (準優勝)
  - 2004年 AFCユース選手権2004 (3位・6試合2得点)
- U-20日本代表
  - 2003年 2003 FIFAワールドユース選手権 (ベスト8・4試合2得点)
  - 2005年 2005 FIFAワールドユース選手権 (ベスト16・4試合1得点)
- U-21日本代表
  - 2006年 2006年アジア競技大会 (二次リーグ敗退・3試合1得点)
- U-22日本代表
  - 2003年 アテネオリンピックアジア最終予選 (5試合0得点)
  - 2007年 北京オリンピックアジア二次予選 (5試合5得点)、最終予選 (2試合0得点)
- U-23日本代表
  - 2004年 アテネオリンピック (グループリーグ敗退・1試合0得点)
  - 2008年
- 日本代表
  - 2010年 アジアカップ予選 (1試合3得点)、東アジアサッカー選手権2010 (3位・2試合0得点)、AFCアジアカップ2011予備登録

### 試合数
- 国際Aマッチ 4試合 3得点 (2010)

| 日本代表 | 国際Aマッチ | 国際Aマッチ |
| 年       | 出場        | 得点        |
| -------- | ----------- | ----------- |
| 2010     | 4           | 3           |
| 通算     | 4           | 3           |

### 出場
| No. | 開催日        | 開催都市 | スタジアム                   | 対戦国     | 結果 | 監督     | 大会                       |
| --- | ------------- | -------- | ---------------------------- | ---------- | ---- | -------- | -------------------------- |
| 1.  | 2010年1月5日  | サヌア   | アリー・ムフセン・スタジアム | イエメン   | ○3-2 | 岡田武史 | AFCアジアカップ2011予選    |
| 2.  | 2010年2月2日  | 大分     | 九州石油ドーム               | ベネズエラ | △0-0 | 岡田武史 | キリンチャレンジカップ2010 |
| 3.  | 2010年2月6日  | 東京     | 味の素スタジアム             | 中国       | △0-0 | 岡田武史 | 東アジアサッカー選手権2010 |
| 4.  | 2010年2月11日 | 東京     | 国立競技場                   | 香港       | ○3-0 | 岡田武史 | 東アジアサッカー選手権2010 |

### ゴール
| #  | 開催年月日   | 開催地           | 対戦国   | 勝敗 | 試合概要                |
| -- | ------------ | ---------------- | -------- | ---- | ----------------------- |
| 1. | 2010年1月6日 | イエメン、サナア | イエメン | ○3-2 | AFCアジアカップ2011予選 |
| 2. | 2010年1月6日 | イエメン、サナア | イエメン | ○3-2 | AFCアジアカップ2011予選 |
| 3. | 2010年1月6日 | イエメン、サナア | イエメン | ○3-2 | AFCアジアカップ2011予選 |

## 指導歴
- 2018年 -  仙台大学コーチ
  - 2020年  FC La Universidad de Sendai監督
- 2022年 -  2023年 筑波大学蹴球部コーチ
- 2024年 - 仙台大学監督[88]

## 監督成績
| 年度 | クラブ | 所属      | リーグ戦 | リーグ戦 | リーグ戦 | リーグ戦 | リーグ戦 | リーグ戦 | カップ戦  | カップ戦 |
| 年度 | クラブ | 所属      | 順位     | 勝点     | 試合     | 勝       | 分       | 敗       | Jリーグ杯 | 天皇杯   |
| ---- | ------ | --------- | -------- | -------- | -------- | -------- | -------- | -------- | --------- | -------- |
| 2020 | U仙台  | 東北2部南 | 5位      | 18       | 9        | 6        | 0        | 3        | -         | -        |

## 出演

### 映画
- 劇場版 獣電戦隊キョウリュウジャー ガブリンチョ・オブ・ミュージック（2013年） - エンディングのみ

### CM
- スズキ・スイフト（2010年、長崎国際テレビ）

## 関連書籍
- 高部務『平山相太 世界へ続くウイニング・ゴール』鹿砦社、2004年。